# Pfarrkirche St. Oswald in Freiland

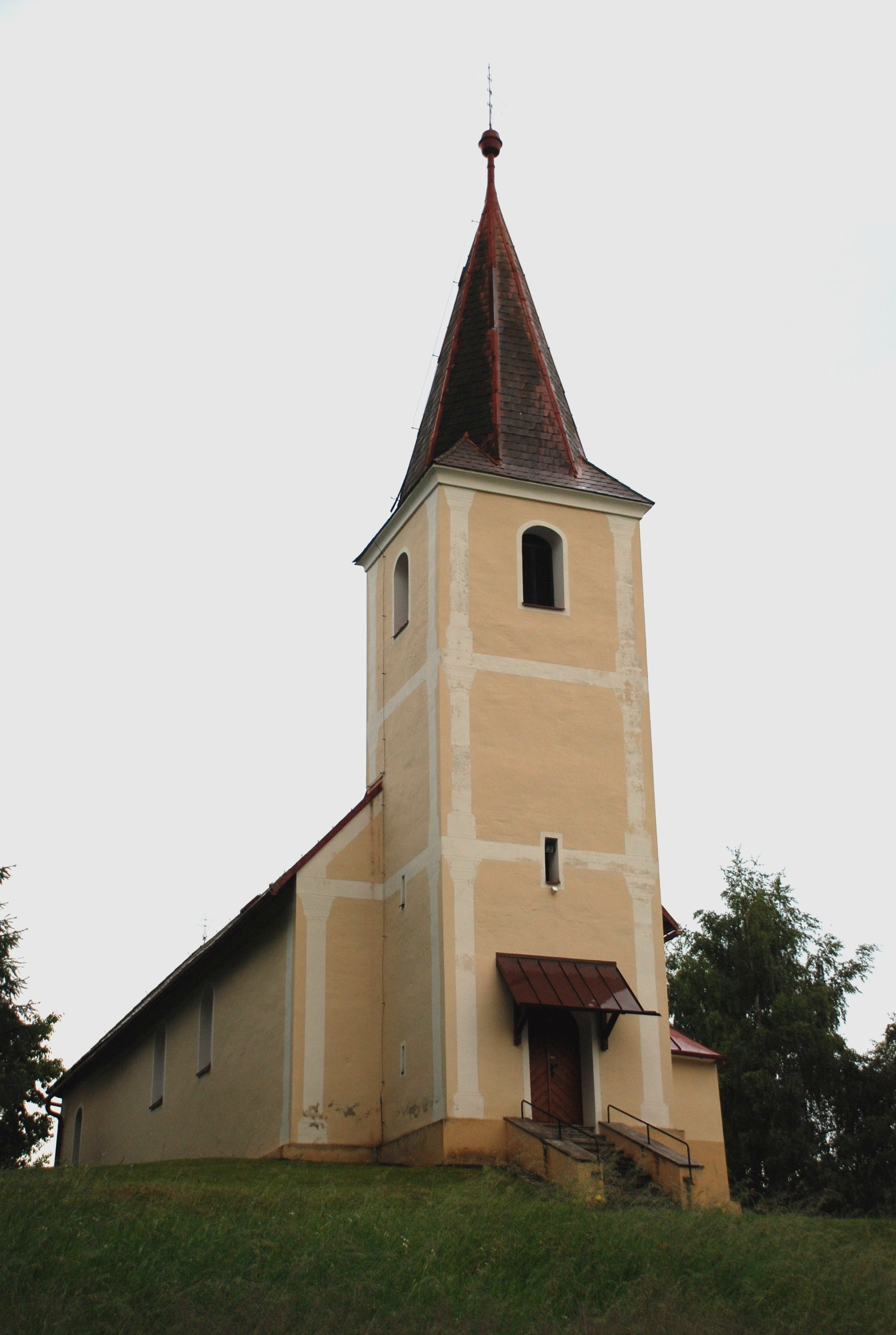
Die Kirche im Juni 2007

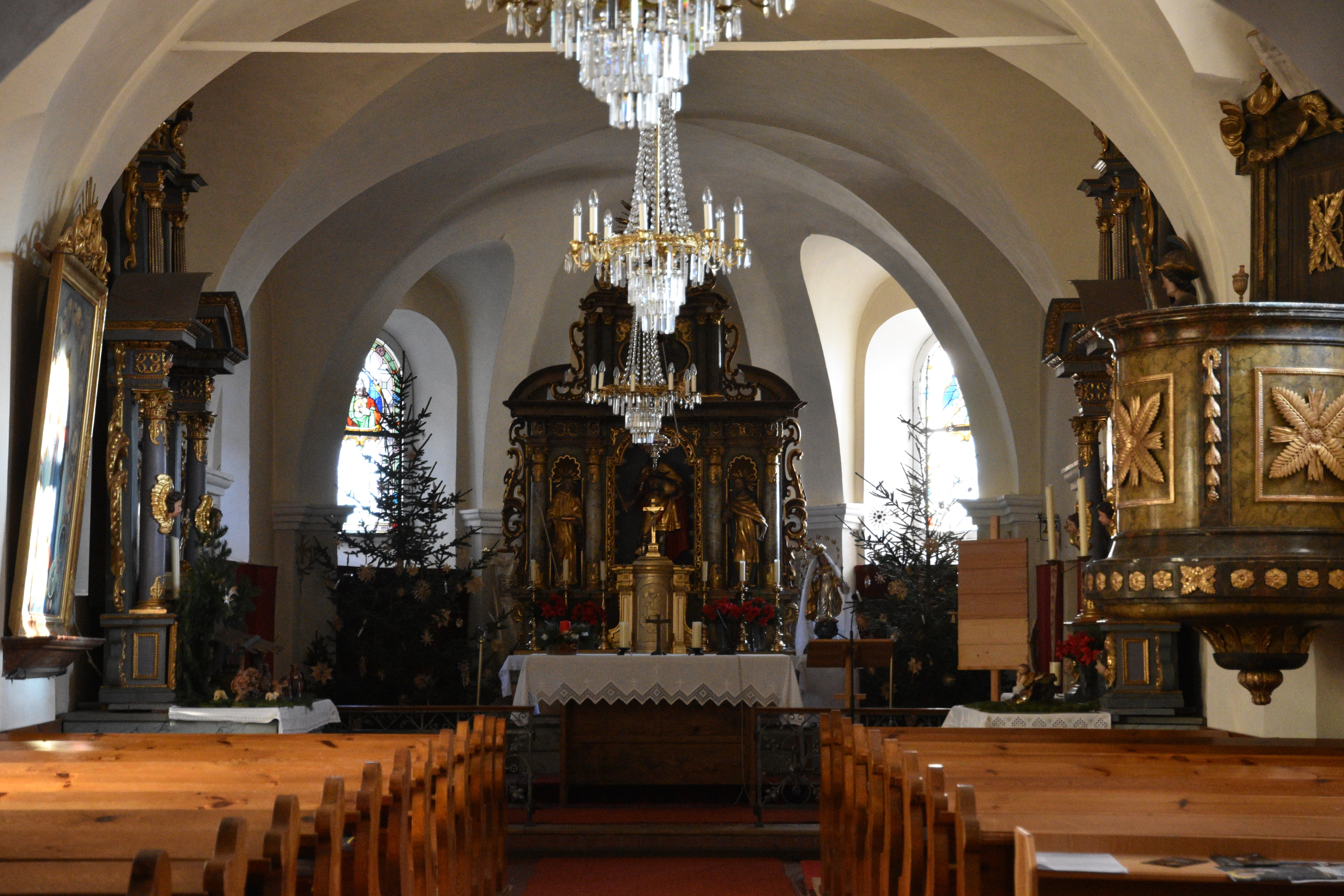
Innenansicht der Kirche

Die Kirche Sankt Oswald in Freiland ist die römisch-katholische Pfarrkirche des Gebietes der ehemaligen Gemeinde Kloster in der Gemeinde Deutschlandsberg in der Steiermark. Ihre Geschichte führt bis in die erste Hälfte des 15. Jahrhunderts zurück. Das Gebiet der Pfarre besteht aus den Katastralgemeinden Klosterwinkel und Rettenbach sowie einem Teil der KG Sallegg (Gebiet von Dorfstatt) aus der ehemaligen Gemeinde Bad Gams.

## Standort
Die Kirche steht auf dem östlichen Rücken des Schwarzkogels (Wolfsriegel) in der Gemeinde Deutschlandsberg in der Ortschaft Sankt Oswald in Freiland, Katastralgemeinde Klosterwinkel.
Die Lage des Pfarrgebietes führte dazu, dass eine Reihe von Bauernhöfen aus Osterwitz, Ortsteil Osterwitz-Winkel (u. a. Pöschl, Kleinreinisch, Stoff und Stefflpeterkeusche/Pust) kürzere und bessere Wegeverbindungen in die Kirche nach St. Oswald hatten als zur eigenen Pfarrkirche.
Gleiches trifft auf eine Reihe von Höfen im Tal des Wildbaches in der Katastralgemeinde Sallegg der ehemaligen Gemeinde Bad Gams zu, deren Gebiet zur Pfarre St. Oswald gehört, obwohl sie (vor der Gemeindezusammenlegung 2015) in einer anderen Gemeinde lagen. Verstorbene dieser Höfe werden ebenfalls auf dem Friedhof von St. Oswald in Freiland begraben.

## Beschreibung

### Kirchengebäude

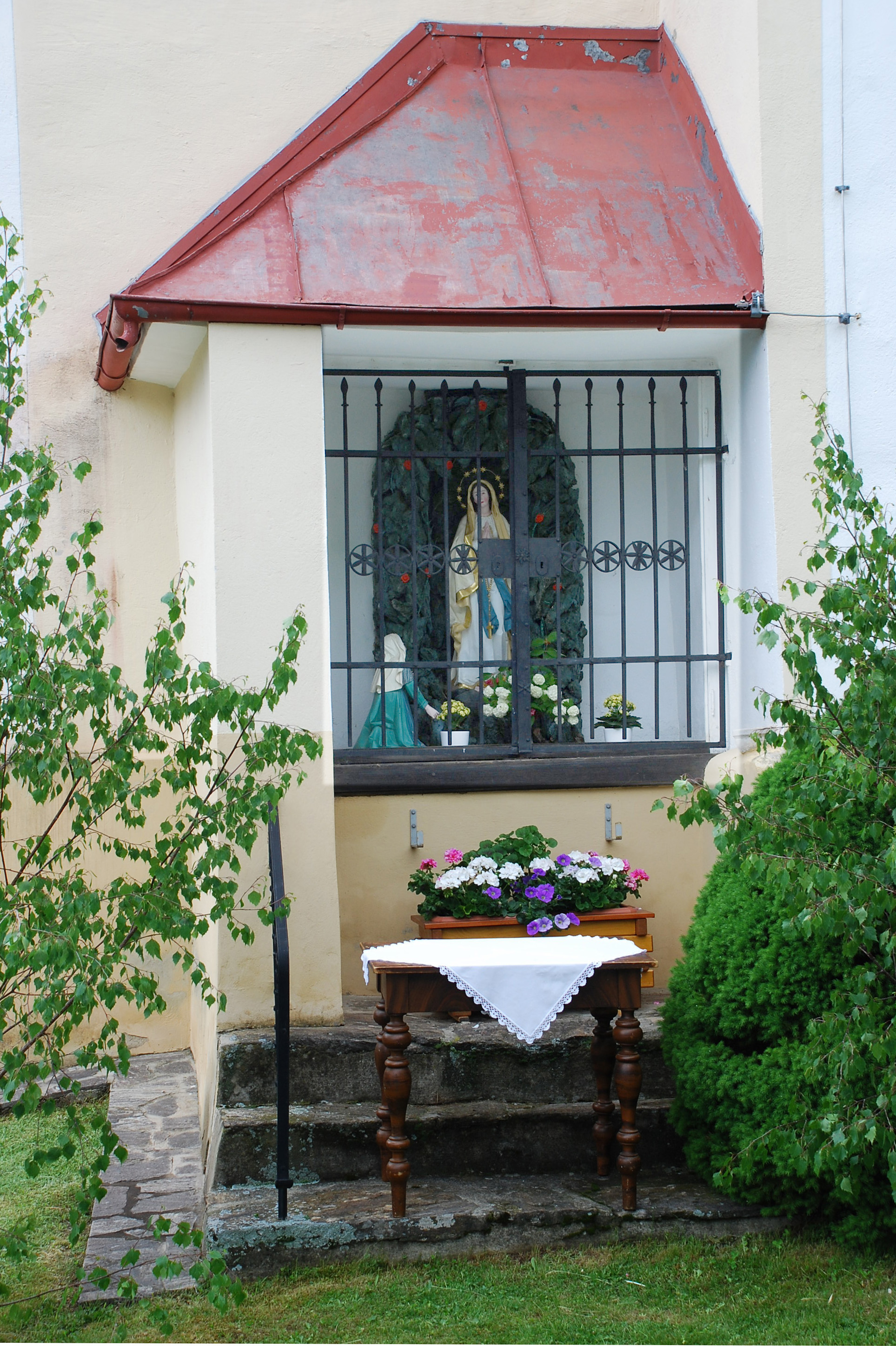
Die Mariengrotte an der südlichen Außenmauer

Der Kirchturm ist der Westfassade der Kirche vorgestellt. Er hat einen achtseitigen Spitzhelm. An der Außenfassade der Kirche findet man Reste einer gemalten Pilastergliederung.
Der langgestreckte Kirchenraum ist fünfjochig. Der Chor hat einen Dreiachtelschluss. Er wird von einem auf Wandpfeilern ruhenden Kreuzgewölbe überspannt. Die dreiachsige Westempore im Langhaus ruht auf mächtigen Pfeilern.
Der Hochaltar stammt aus dem dritten Viertel des 17. Jahrhunderts und wurde im Knorpelstil gestaltet. Links am Hauptaltar befindet sich eine Figur des Hl. Leonhard (mit Kette), rechts eine Figur des Hl. Jakobus (mit Pilgerstab). Diese beiden Heiligen sind die Patrone der Stammpfarre St. Jakob in Freiland und weisen darauf hin, dass St. Oswald eine Filialkirche von Freiland war. Im Oberbild des Hochaltares befindet sich ein Bild des zweiten Pfarrpatrons, des Hl. Martin.
Die beiden Seitenaltäre, der (vielleicht auch nur wegen einer früher dort aufgestellten Statue so bezeichnete) Herz-Jesu-Altar und der Marienaltar, stammen etwa aus derselben Zeit wie der Hauptaltar. Auf dem Herz-Jesu-Altar stand eine Statue Herz Jesu, die durch eine Marienstatue ersetzt wurde, und sein Altarbild zeigt den heiligen Georg im Kampf gegen den Drachen. Das Oberbild des Altars zeigt den heiligen Blasius, den Patron des Stiftes Admont. Auf dem Marienaltar steht eine Statue der heiligen Maria mit Kind. Auf dem Oberbild ist die heilige Dreifaltigkeit dargestellt. Die Kanzel und der Taufstein wurden um 1790 aufgestellt.
An der südlichen Außenwand der Kirche befindet sich eine Mariengrotte mit einer Statue der Maria von Lourdes. Sie wurde von der Bauerngemeinschaft Freiländeralm gestiftet, am 8. September 1896 geweiht und 2006 renoviert.
Am neben dieser Kapelle angebrachten Denkmal für die Gefallenen der beiden Weltkriege werden auch die später verstorbenen Kriegsteilnehmer verzeichnet.

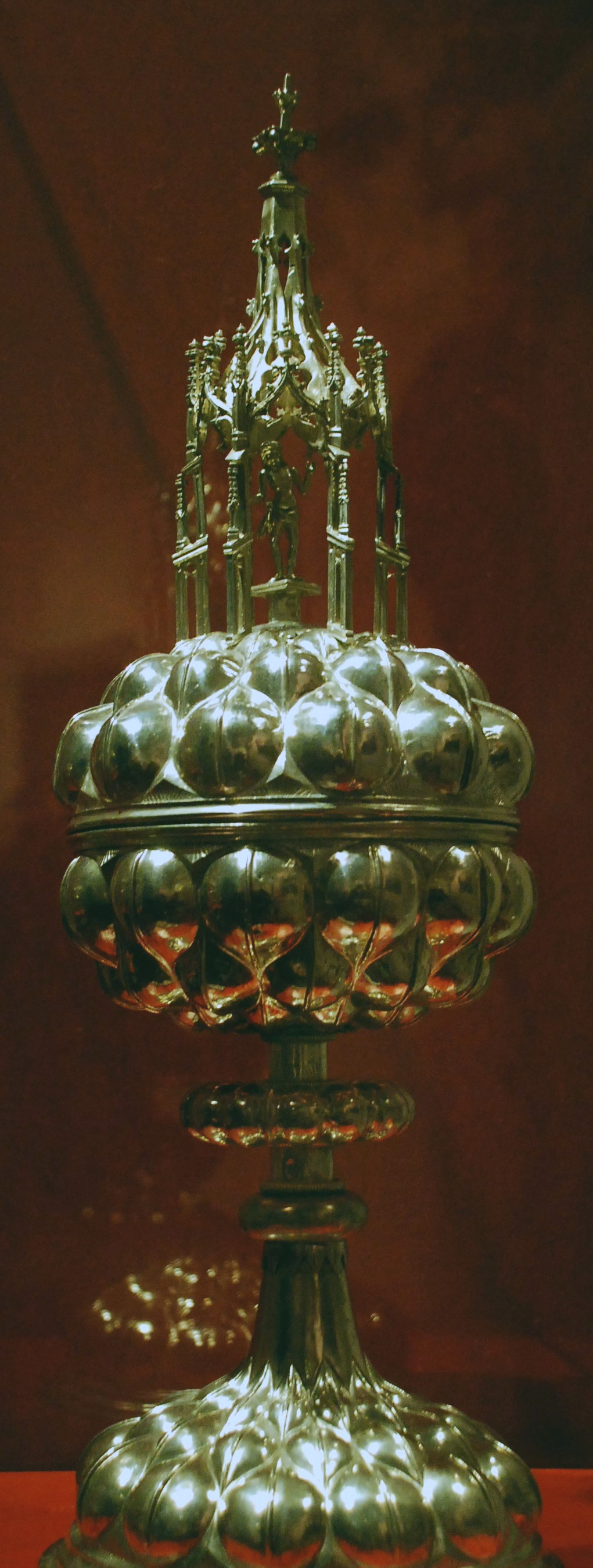
Das Ziborium von St. Oswald in Freiland

### Ziborium von St. Oswald
In der Sakristei der Pfarrkirche St. Oswald befand sich bis ca. 1980 ein spätgotischer Speisekelch (Ziborium) aus Silber mit vergoldeter Einlage. Seit die Funktion des Pfarrers nicht mehr besetzt ist, wird er im Grazer Diözesanmuseum aufbewahrt.
Das Ziborium ist 43,2 cm hoch und trägt auf dem Deckel einen Baldachin aus Maßwerk mit Fialen, Krabben, Wimpergen und Eselsrückenbogen,
welcher eine Christusstatue als Schmerzensmann umschließt. Als Entstehungszeit wird das Ende des 15. Jahrhunderts angegeben, oder die Zeit von 1480 bis 1520
die Form wird auf den Umbau des Trinkbechers eines Admonter Prälaten zurückgeführt.
Die Kreuzblume auf dem Türmchen wurde 1877 nachträglich aufgesetzt.
Dass dieser Speisekelch nicht der Silberablieferung während der Türkenkriege zum Opfer fiel, wird auf die entlegene Lage der Pfarre zurückgeführt. Bei den weiteren Silbereinziehungen 1806 und 1810 wurde das Ziborium vor dem Einschmelzen durch Erlegung des Wertes bewahrt, was durch Repunzen und Taxstempel belegt ist.

### Orgel
Die Orgel ist ein Spätwerk des Grazer Orgelbauers Friedrich Werner (opus 53, beim Manual angegeben). Sie stammt aus dem Jahr 1879, ist als mechanisches Schleifladenwerk gebaut und eines der letzten Instrumente im Originalzustand. Es handelt sich um ein nur vereinzelt gebautes Brüstungswerk mit angehängtem Pedal, die Sicht zum Altarbereich wird durch eine Durchsichtsöffnung rechts vom Manual ermöglicht. Diese Bauweise ist in der Steiermark nur in ganz wenigen Exemplaren vertreten. Als Register sind vorhanden:
1. Gedackt (8′)
2. Vilsmele (4′)
3. Gamba (8′)
4. Octav (2′)
5. Mixtur 3fach (2′)
6. Principal (4′).
Zum Register unter 2.: „Vilsmele“ ist die Bezeichnung auf dem Registerzug (siehe Bild). In der Quelle ist „Vilomele (sic!)“ angegeben. Es handelt sich um ein selten anzutreffendes Register, das sonst als Philomela aufscheint.
2022 wurde eine Restaurierung des durch Holzwurmbefall gefährdeten Instrumentes in die Wege geleitet. Zur Finanzierung wurde auch ein Benefizkonzert am 26. Oktober 2022 organisiert. In diesem Zusammenhang fand im 2024 auch eine Begasungsaktion für die Holzgegenstände in der Kirche statt.

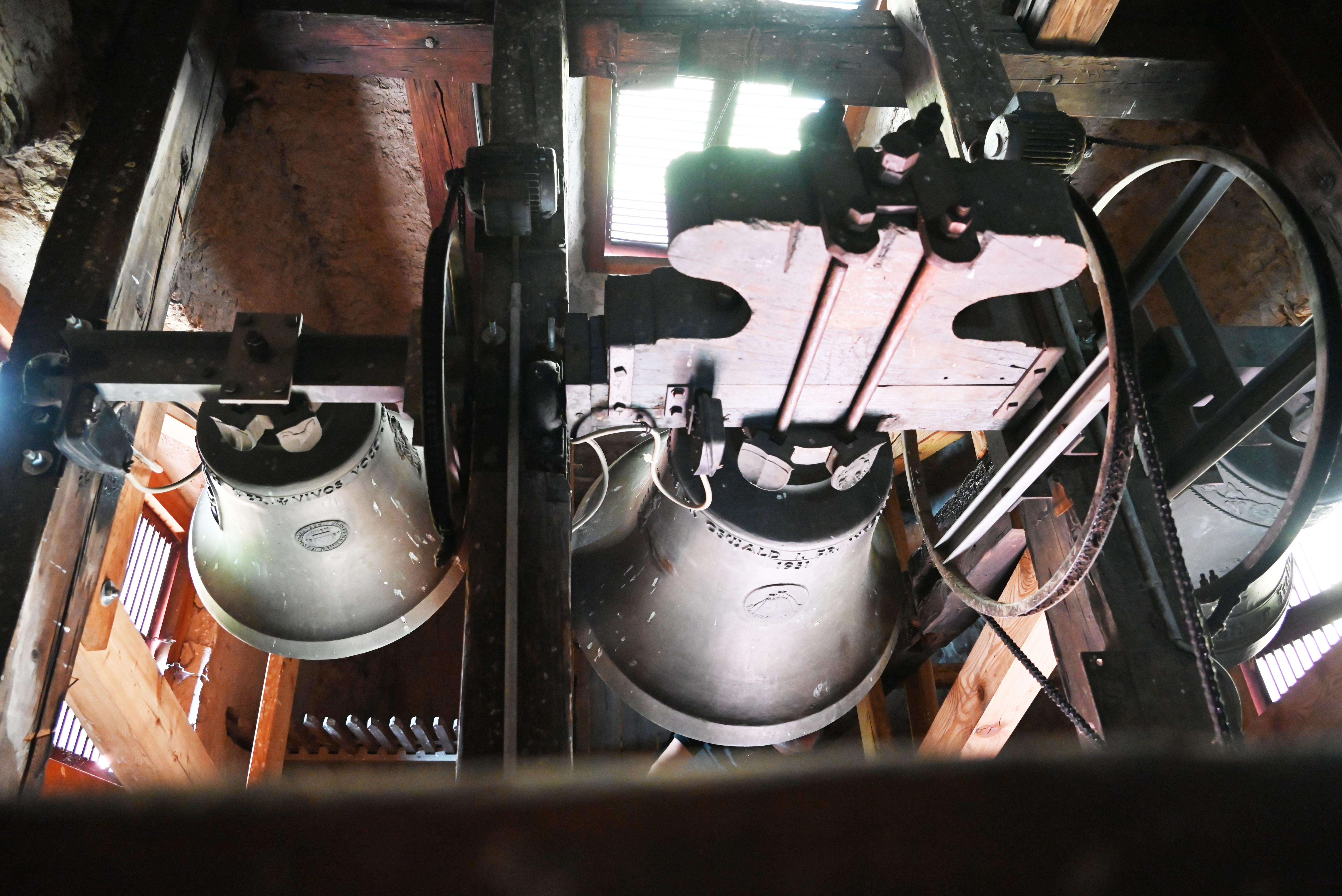
Glocken im Turm der Pfarrkirche St. Oswald in Freiland

### Glocken
Im Kirchturm befinden sich drei Glocken, die von der Glockengießerei Pfundner aus Wien gegossen wurden. Die mittlere größere Glocke ist den Gefallenen beider Weltkriege gewidmet, trägt den Spruch „sursum corda“ (lat: Empor die Herzen!) und ist mit 1951 datiert, die südliche kleinere Glocke trägt die Inschrift „vivos voco, mortuos plango“ (lat: Ich rufe die Lebenden und betrauere die Toten) und ebenfalls die Jahreszahl 1951. Die der Größe nach mittlere Glocke nördlich trägt außer dem Namen der Pfarre keine Inschrift, sondern zwei stilisierte Blumenkränze und ist mit 1924 bezeichnet.

## Name

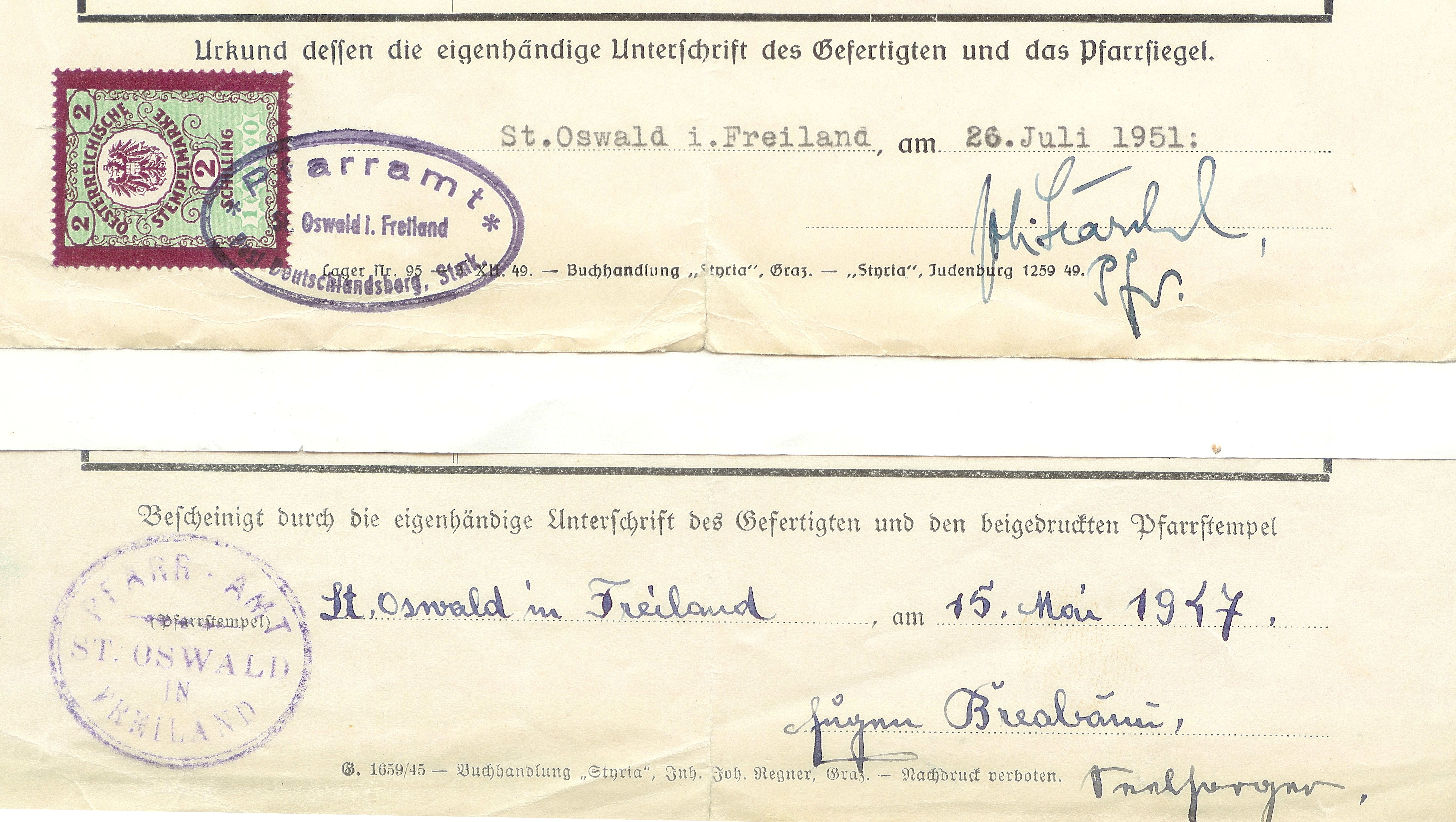
Die Worte „in Freiland“ sind Bestandteil des amtlichen Namens der Pfarre

Die amtliche Schreibweise ist „St. Oswald in Freiland“ (bewusst in, nicht im). Im Alltag wird auch die Variante „St. Oswald im Freiland“ verwendet. Die Bezeichnung „Freiland“ umfasst den Bedeutungsschwerpunkt „in dem freien Land“, also die Beschreibung der Lage in einem konkreten Gebiet, „in der Grundherrschaft Freiland (des Stiftes Admont)“, in einer bestimmten Verwaltungseinheit. Der Name wird oft „St. Oswald i. Freiland“ geschrieben. Die Abkürzung „i.“ ist meist nicht auf Platzprobleme zurückzuführen (schon gar nicht bei Schriften gleicher Schrittweite, wie sie im 20. Jahrhundert bei Schreibmaschinen häufig waren), sondern darauf, dass damit das Thema „m oder n“ vermieden wird.
Weiters wird der Name „St. Oswald ob Freiland“ verwendet. Diese Variante beruht darauf, dass St. Oswald (vom Bezirkshauptort Deutschlandsberg und der Stammpfarre Freiland aus gesehen) oberhalb von Freiland liegt (ob für ober, wie bei St. Oswald ob Eibiswald). Im Alltag wird zwischen den Namensvarianten nicht genau unterschieden.
In Unterlagen, die aus der Zeit der österreichisch-ungarischen Monarchie stammen, sind Verwechslungen mit dem Ort St. Oswald an der Drau (St. Oswald im Drauwalde, Ožbalt, in Slowenien, ca. 30 km südöstlich) möglich, weil die Weststeiermark und das Drautal damals gemeinsam im Marburger Kreis lagen: Die Pfarre wird in der älteren Literatur unzutreffend als Localie der Pfarre St. Oswald bei Mahrenberg dargestellt.

## Geschichte
Die erste urkundliche Erwähnung der Kirche fand im Jahr 1434 statt. Sie war damals eine Filialkirche der Pfarre St. Jakob in Freiland. Im Jahr 1532 wurde sie bei einem Einfall der Türken zerstört und durch einen Neubau ersetzt, der am 25. Oktober 1534 durch Philipp Renner als Koadjutor des Lavanter Bischofs Leonhard Peurl geweiht wurde. Kirchenpatrone waren damals die Heiligen Oswald und Martin, in der Kirche befanden sich zwei Altäre: Der Hochaltar wurde den beiden Kirchenpatronen geweiht. Als Reliquien dieses Altares sind im Konsekrationsprotokoll solche des Hl. Blasius sowie weiterer Heiliger, deren Namen schon damals unbekannt waren, angegeben. Der zweite (vom Eingang aus gesehen) rechts davon befindliche Altar wurde den Heiligen Johannes und Paul geweiht, denen bereits bei Graz eine Kirche geweiht war, die zum Stift Admont gehörte. Als Reliquien sind neben jenen dieser Heiligen solche des Hl. Eventius (Märtyrer im Gefolge des Hl. Alexander), Hl. Theodor (eines früheren Patrons von Venedig) und anderer unbekannter Heiliger angegeben. Am selben Tag wurden ungefähr 200 Personen gefirmt.
Der heute bestehende Turm wurde 1642 errichtet.
Nach einem Umbau wurde die Kirche 1735 neu geweiht, die Altarweihe erfolgte am 26. Oktober 1735 durch den Bischof von Lavant, Joseph I. Oswald Graf von Attems, zu dessen Bistum die Pfarre damals gehörte. Hinweise auf die Baugeschichte sind am Gebäude erkennbar (unterschiedliche Fenster der Sakristei, Mauerwerk an der Südmauer).

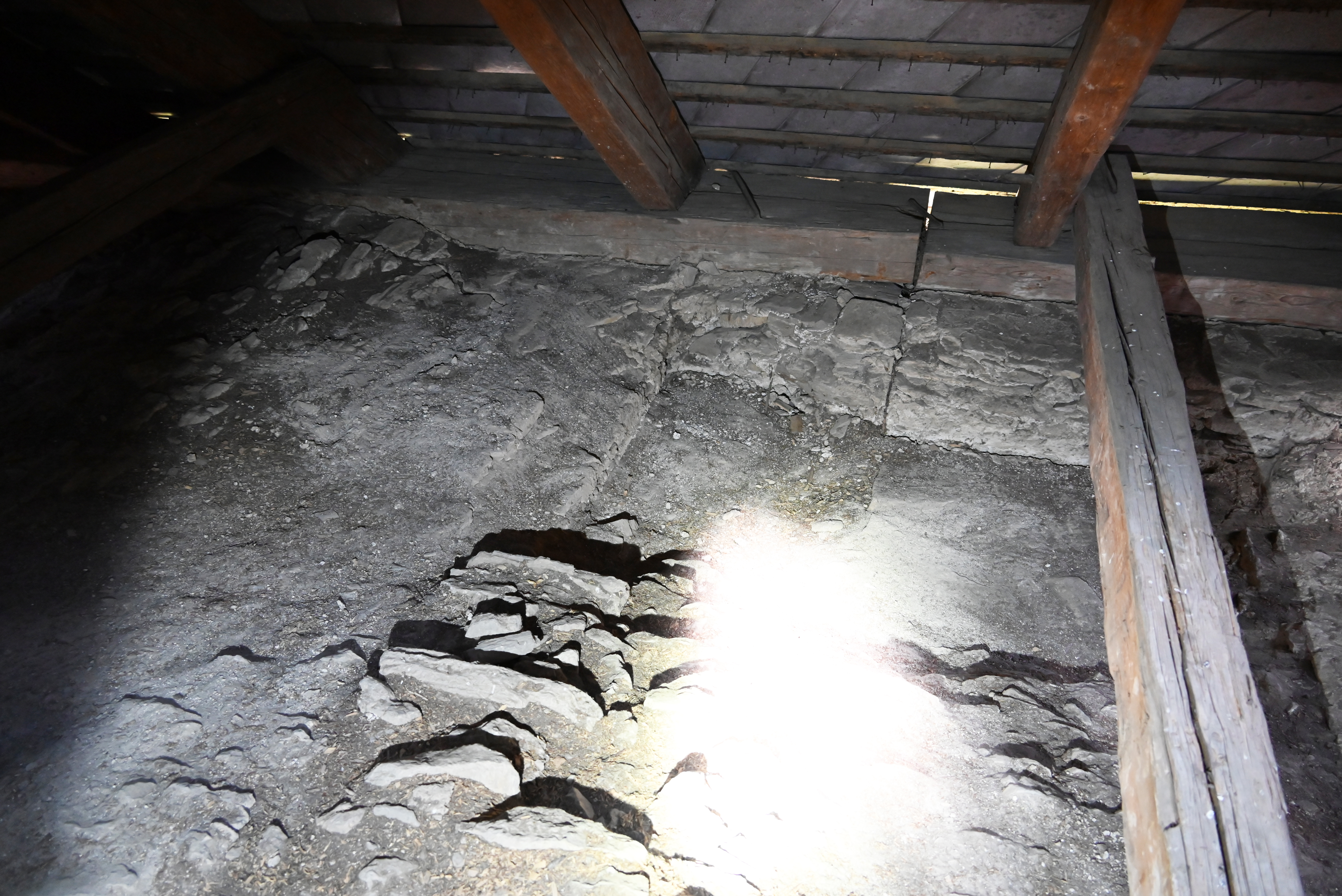
Unterschiede im Mauerwerk an der Südseite

Eine Restaurierung fand im Jahr 1963 statt.
Die Kirche steht unter Denkmalschutz (Listeneintrag).

### Patrozinium
Pfarrpatron und Namensgeber des Ortes ist der Hl. Oswald, ein englischer König aus dem 7. Jahrhundert. Er wird mit einem Raben dargestellt, der einen Ring im Schnabel trägt. Die Legende berichtet, dass zu seiner Krönung das Salböl gefehlt haben soll. Ein Rabe soll das Öl mit einem Schreiben gebracht haben: Petrus habe es gesendet und selbst geweiht. Ein zweiter Rabe überbrachte einen Ring. Dieser Rabe soll auch den Brief- und Ringtausch mit der späteren Gattin Oswalds, einer Königstochter, abgewickelt haben.
Das Motiv der beiden Raben kommt aus der germanischen Mythologie: Die zwei Raben Hugin und Munin (Gedanke und Erinnerung) galten als Begleiter Odins (Wotans).

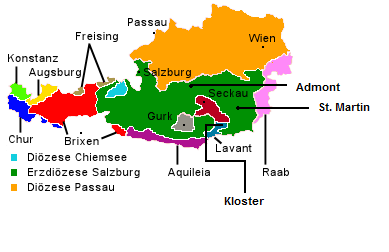
Diözesen im heutigen Österreich um 1250: Lage des Gemeindegebiets von Kloster bzw. der Pfarre St. Oswald, der Propstei St. Martin-Straßgang und des Stiftes Admont

Der Hl. Oswald gilt u. a. als Patron des Viehs, der Schnitter und Helfer gegen die Pest. Seine Verehrung wird mit der „Schottenmission“, einer Missionswelle durch irische Mönche im süddeutschen Raum im 12. und 13. Jahrhundert in Verbindung gebracht. Irland hieß auf lateinisch „Scotia Major“. Deswegen nannte man die irischen Mönche auch „Schotten“. St. Oswald in Freiland gehört zu den zwölf
Oswald-Patrozinien in der Steiermark, die auf diese Mission zurückgeführt werden. In einer älteren Publikation
wurden Zweifel an dieser Ableitung geäußert, weil die Kirchen, die dem Hl. Oswald geweiht seien, erst aus dem späten Mittelalter stammen würden, in dem es keine Mission aus dem irischen Raum mehr in Mitteleuropa gegeben hätte. Die Ableitung der Patrozinien von einem karantanischen Chorbischof „Osbald“ wird dort ebenfalls abgelehnt. Allerdings muss das Patrozinium nicht zwingend mit dem Baualter der jeweiligen Kirche zusammenhängen, auch Wechsel in den Patrozinien sind möglich (siehe nur die Nachbarpfarre St. Jakob in Freiland, die früher dem Hl. Leonhard geweiht war).
Der Name Oswald ist eine auf das Althochdeutsche zurückgeführte Kombination aus „Odin“ und „walten“ (herrschen),
was in allgemeinem Sinn mit „Gott herrscht“ übersetzt wird.
Gedenktag des Hl. Oswald ist der 5. August. An diesem Tag (falls Sonntag) bzw. am darauf folgenden Sonntag wird das Oswaldi-Pfarrfest mit Prozession und feierlicher Messe begangen. Der Tag ist ein „nicht gebotener Gedenktag“ in der Diözese Graz-Seckau (nach römisch-katholischem Glaubensbekenntnis, falls Werktag, kein verpflichtender Gottesdienstbesuch, kein gesetzlicher Feiertag).
Die Legende um den Patron der Pfarre beeinflusste die Gestaltung des Gemeindewappens der Gemeinde Kloster: auch dort ist der Rabe mit dem Ring in optisch beherrschender Position dargestellt.

### Vor der Gründung
Das Gebiet der Pfarre St. Oswald in Freiland gehörte ursprünglich zur Pfarre St. Florian. Ab 1188 war es Teil der damals geschaffenen Grundlagen der Pfarre St. Leonhard in Freiland (heute St. Jakob). Die betreffende Urkunde wurde am 30. März 1188 vom Erzbischof von Salzburg Adalbert III. ausgestellt. 1203 wurde das Gebiet von St. Oswald (zur Pfarre im eigentlichen Sinn wurde es erst 1893) dem Benediktinerkloster Stift Admont eingegliedert (inkorporiert). Die Verehrung des Hl. Leonhard war seit dem 11. Jahrhundert in Bayern weit verbreitet und wird mit der Besiedlung des Gebietes durch deutschsprachige Siedler (bayrische Kolonisation) in Verbindung gebracht.
Spätestens ab 1244 war diese Pfarre und damit auch der Pfarrsprengel des späteren St. Oswald mit den anderen Besitzungen des Erzbistums Salzburg im Koralmgebiet im Bistum Lavant zusammengefasst. Die Rechte des Stiftes Admont blieben bestehen.
Die Urkunden lassen Fragen offen. Es gibt Hinweise darauf, dass die „Nachbarpfarre“, von der Freiland (und damit auch Kloster) damals abgetrennt wurden, nicht die Pfarre St. Florian gewesen sein könnte, sondern die Pfarre Osterwitz.

### Verbindung mit dem Stift Admont
Ort und Pfarre St. Oswald gehörten nach einer Urkunde vom 6. Jänner 1203 zum Gebiet des Stiftes Admont.
Die Aufgaben des Stiftes Admont in geistlicher und weltlicher Hinsicht (Pfarrseelsorge und Grundherrschaft) wurden über die Propstei St. Martin in Graz-Straßgang wahrgenommen, die sich teilweise ab 1074, vollständig ab 1144 im Besitz von Stift Admont befand. Die beiden Aufgabengebiete trennten sich erst Mitte des 19. Jahrhunderts mit der Bauernbefreiung.

St. Oswald in den Unterlagen der Diözese Graz-Seckau
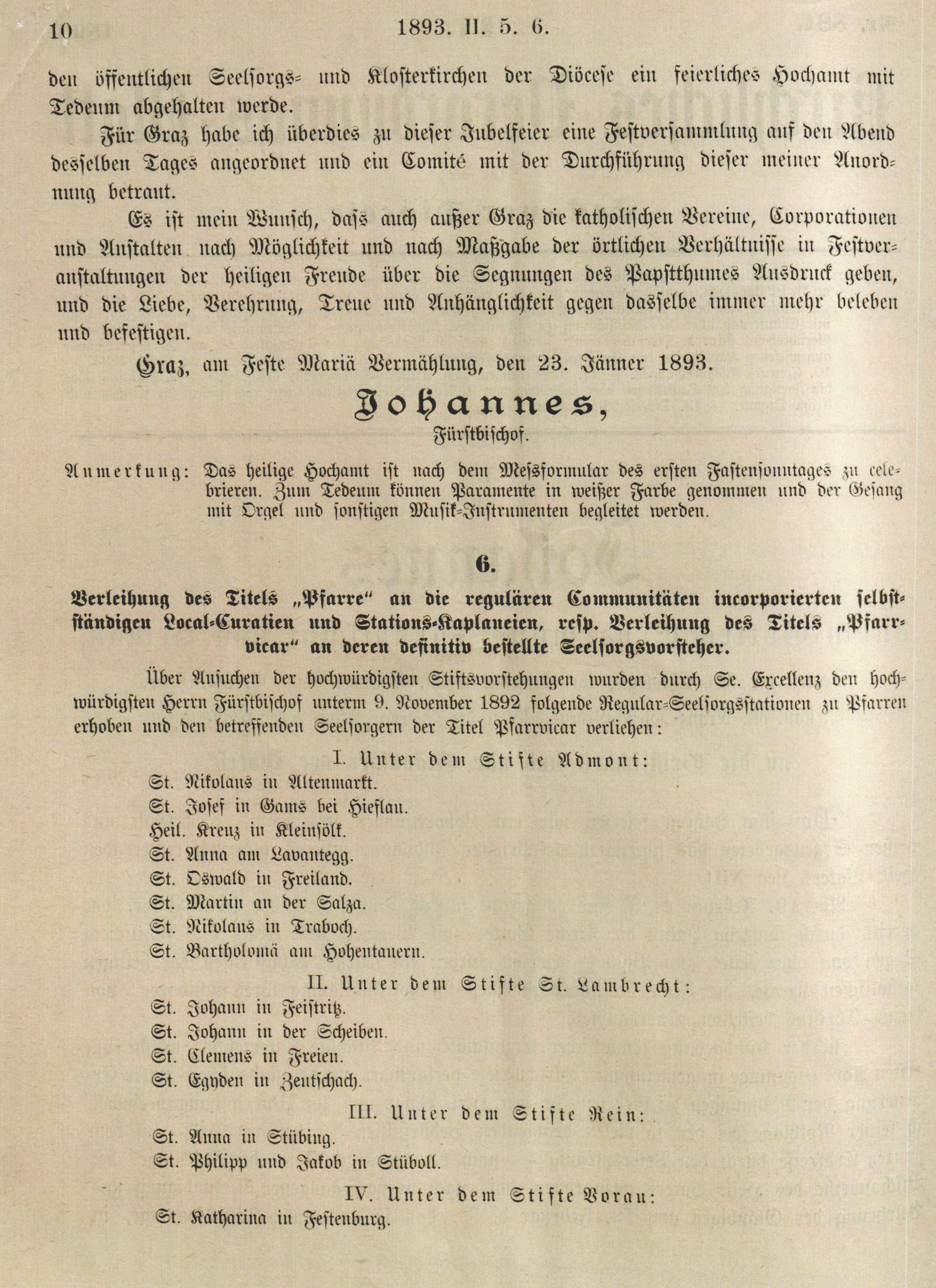
Kundmachung der Pfarrerhebung 1893
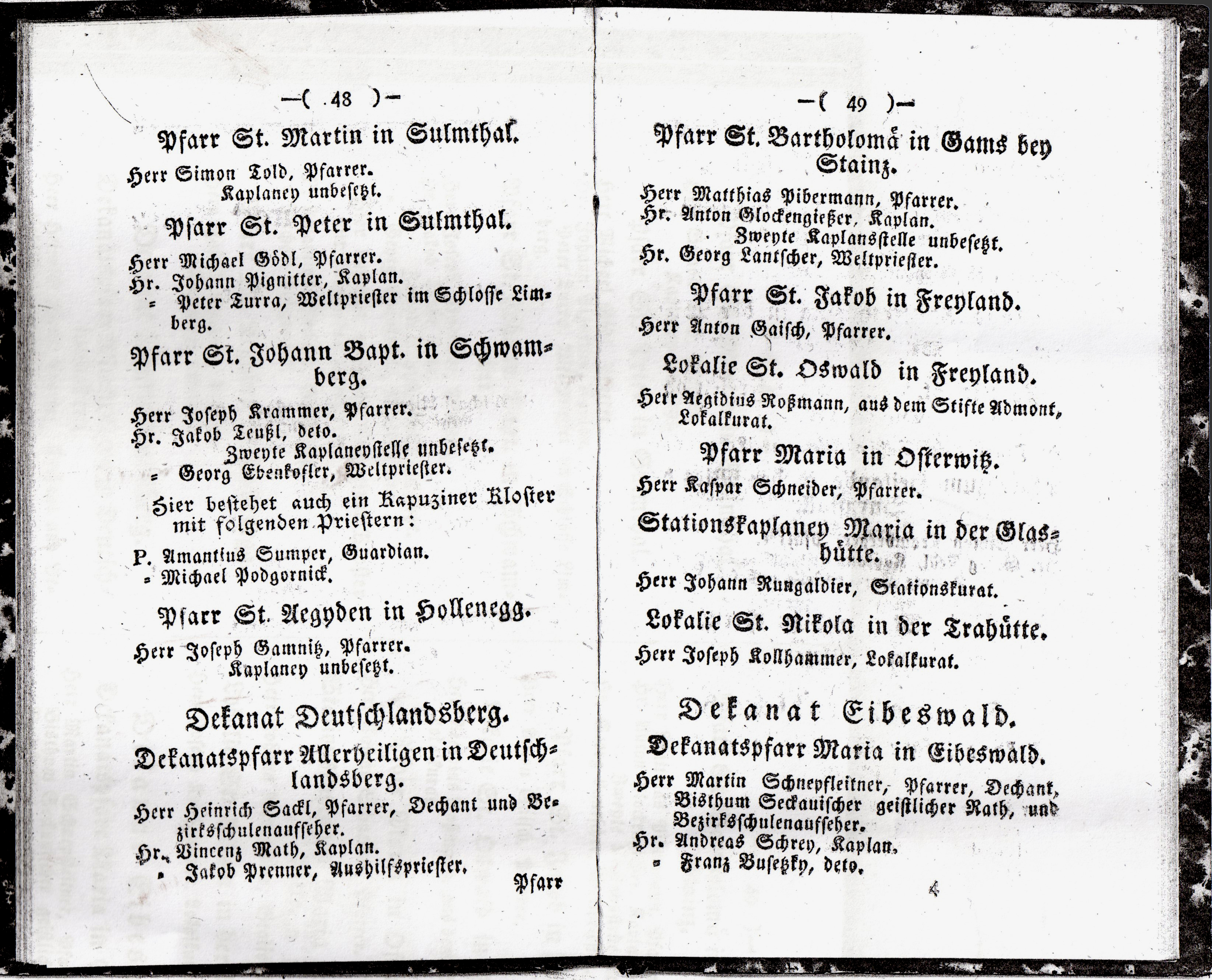
1817: St. Oswald als Lokalie von Freiland
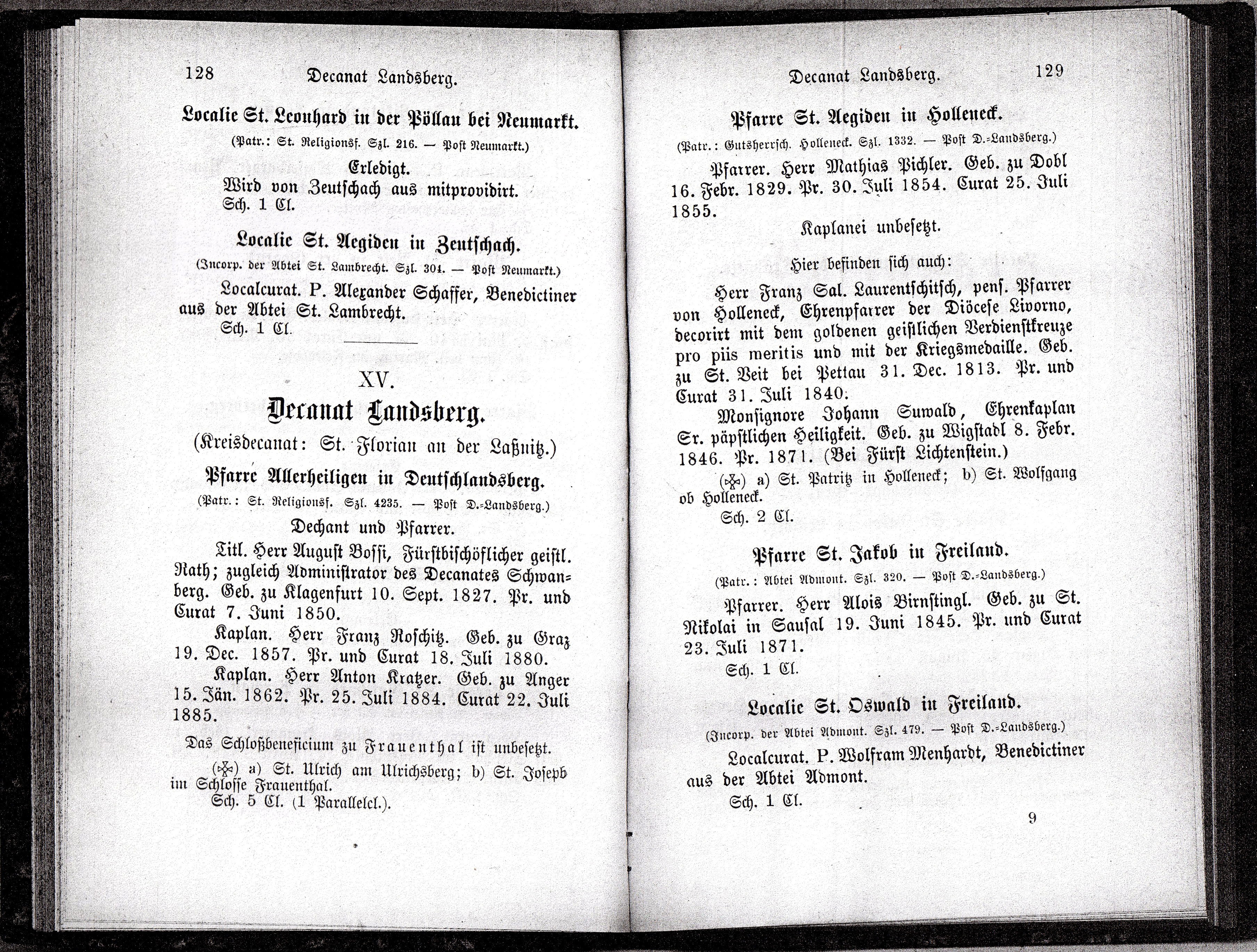
1889: ebenfalls noch Lokalie
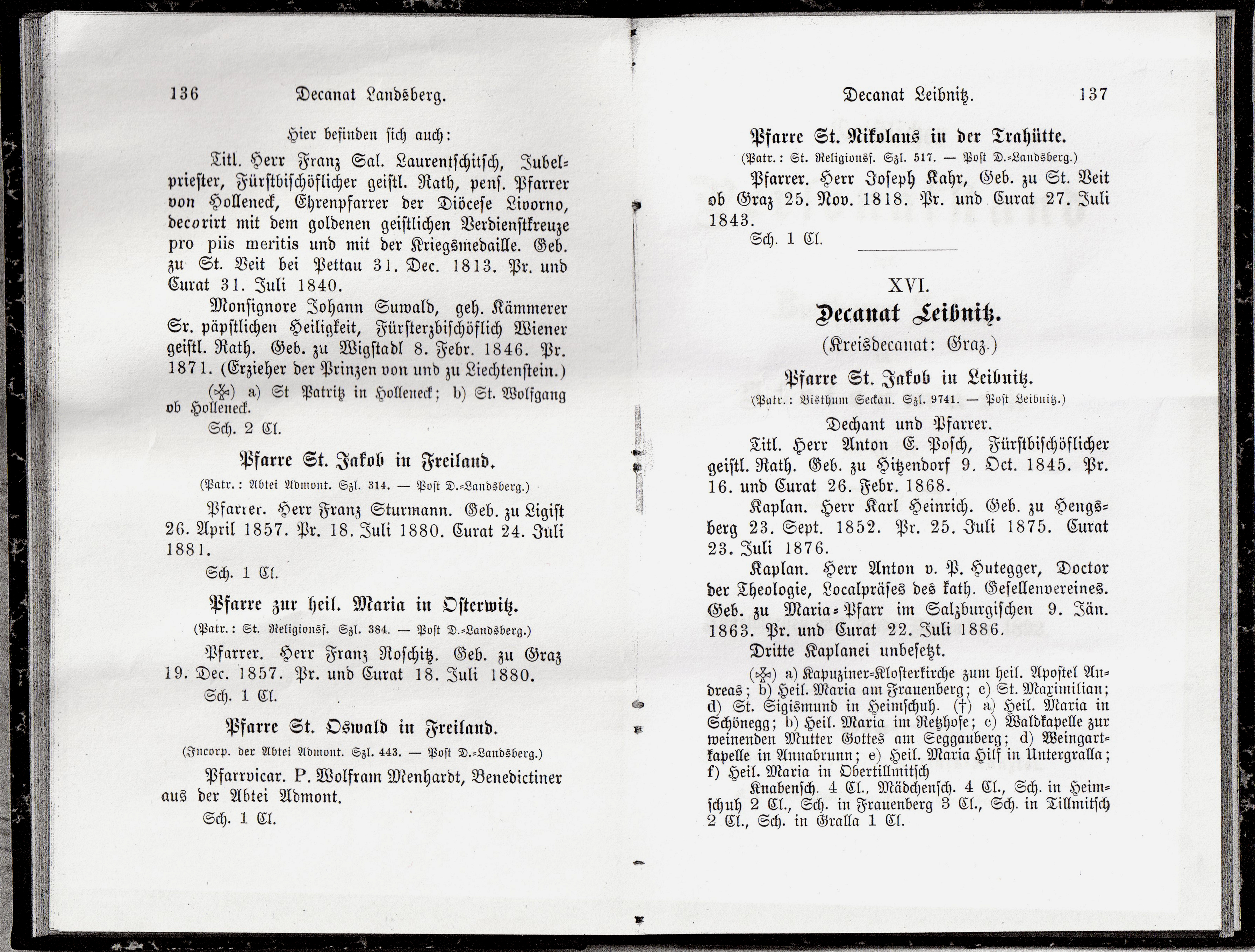
1893 (Redaktionsschluss Herbst 1892): erstmals als Pfarre bezeichnet

### Kirchenbau
Um 1400 kam es zur Gründung der Kirche St. Oswald in „Clösterle“. 1410 und 1434 wird ein „Erhard zu Sannd Oswald“ genannt.
In der Zeit der Reformation und der Türkenkriege änderte die Stammpfarrkirche in Freiland ihr Patrozinium, was sich auch auf den Altarschmuck in St. Oswald auswirkte: Zwischen den Jahren 1452 und 1529 wurde der Hl. Jakob Patron der Kirche. Der Hl. Leonhard wird zuletzt 1649 in Kirchenrechnungen erwähnt. Der Patroziniumswechsel wird mit der Bedrohung durch die Türken in Verbindung gebracht: Der Hl. Jakob galt als Patron der christlichen Heere der Reconquista gegen die muslimisch-arabischen Herrscher in Spanien. 1492 hatte der letzte dieser Herrscher in Andalusien, der Sultan von Granada Muhammad XII., vor den christlichen Heeren kapituliert.
Im späten 15. Jahrhundert hatte eine umfangreiche Wallfahrtsbewegung nach dem Jakobus-Heiligtum in Santiago de Compostela angesetzt. Der im Kampf gegen die muslimischen Herrscher in Spanien offenbar erfolgreich angerufene katholische Heilige wurde auch in Österreich im Kampf gegen die muslimischen Türken um Unterstützung gebeten und durch Wallfahrten, Patrozinien usw. verehrt.

### Pfarrgebiet

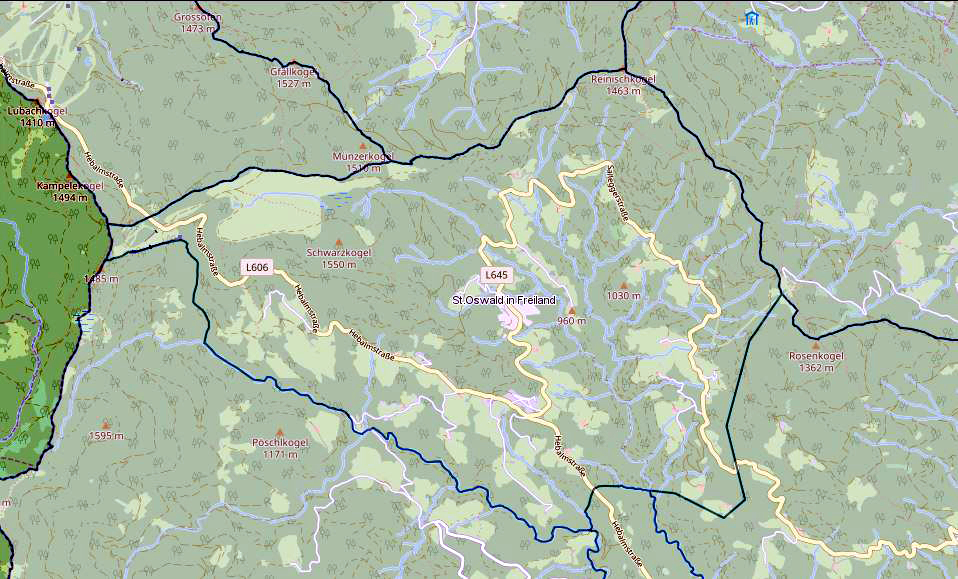
Die Grenzen des Pfarrgebietes umschließen auch das Gebiet von Dorfstatt

Das Pfarrgebiet hatte ursprünglich zur Diözese Lavant gehört, seit 1786 gehört es zur Diözese Graz-Seckau. Die Pfarre St. Oswald in Freiland soll nach der kunstgeschichtlichen Literatur bereits 1786 im Zuge der Neuordnung der Pfarren und Diözesen durch Kaiser Joseph II. (Josefinische Pfarr-Regulierung) entstanden sein. Das trifft nicht zu, St. Oswald war damals eine Filialkirche (Localie) von St. Jakob in Freiland, hatte aber bereits nahezu alle Rechte einer Pfarre. Das entsprach den Regeln über die Neuordnung der Pfarrsprengel, die für die örtliche Situation von St. Oswald zumindest eine Lokalkaplanei vorsahen. Tatsächlich zur Pfarre (und seine Seelsorger zu Pfarrvikaren erhoben) wurde St. Oswald am 9. November 1892 unter Fürstbischof Johann Baptist Zwerger.
Das wird durch die Personalverzeichnisse der Diözese Seckau bestätigt (siehe die Kopien aus den Personalverzeichnissen). Die Liste der wegen ihrer Rechtsstellung „Pfarrer“ genannten Seelsorger von St. Oswald beginnt in der Literatur bereits mit dem Jahr 1788. Erster dort genannter Priester war 1788–1796 Pater Leander Plochl. Diese Bezeichnungen bilden einen Hinweis darauf, dass die Funktion von St. Oswald als Lokalie (Filialkirche) mit der josephinischen Pfarr-Regulierung eingeführt wurde.
Das Gebiet mehrerer Bauernhöfe im westlichen Teil des Wildbachtales in der Katastralgemeinde Sallegg der ehemaligen Gemeinde Bad Gams gehören zur Pfarre St. Oswald und nicht zur Pfarre Gams. St. Oswald wird 1850 in amtlichen Unterlagen
gemeinsam mit Gams als Pfarrort genannt. Das war auch 1868 im Gemeindeverzeichnis der Steiermark der Fall.
Zu den Unklarheiten über die Pfarrer-Funktion in dieser Pfarre siehe unten den Abschnitt Pfarrvikare. Die Pfarre gehörte bis 31. August 2018 zum Dekanat Deutschlandsberg, seit Auflassung dieses Dekanates liegt sie im Seelsorgeraum Schilcherland der Region Süd-West-Steiermark. Sie war mit den Pfarren Deutschlandsberg, Osterwitz, St. Jakob (Freiland) und Frauental in einem Pfarrverband zusammengeschlossen. Dieser Pfarrverband endete mit 1. September 2020 mit der Aufnahme der Tätigkeit des Seelsorgeraumes, wobei eine informelle Zusammenarbeit einzelner Pfarren im Seelsorgeraum weiterhin möglich blieb. Im Seelsorgeraum wurden die Pfarren Bad Gams, Deutschlandsberg, Frauental an der Laßnitz, Glashütten, Maria Osterwitz, St. Jakob in Freiland, St. Josef/Weststeiermark, St. Oswald in Freiland, St. Stefan ob Stainz, Stainz und Trahütten zusammengeschlossen.

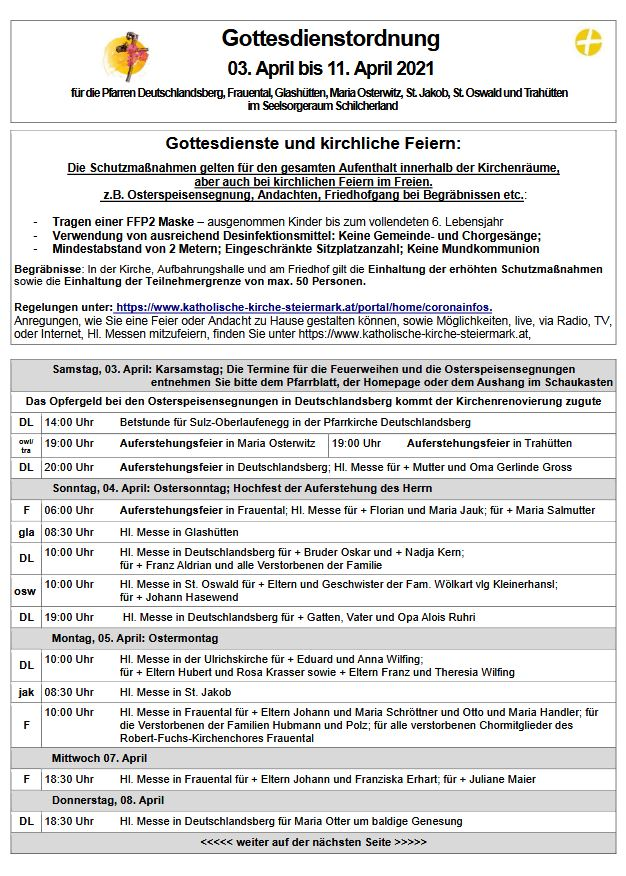
Gottesdienstordnung der Pfarre 2021 mit Nennung des Seelsorgeraumes Schilcherland

Die Rechte zur Besetzung der Stelle des Priesters und andere kirchliche Zuständigkeiten wie z. B. für die Spendung der Firmung lagen bis 1981 beim Stift Admont. Dieses Stift hatte damit auch wirtschaftlichen Einfluss auf die zur Pfarre gehörenden Liegenschaften und Gebäude. Die Pfarre St. Oswald und ihre Rechte gingen 1981 gemeinsam mit der Pfarre St. Jakob in Freiland auf die Diözese Graz-Seckau über, die für beide Pfarren gemeinsam eine Ausgleichszahlung von rund 100.000 Euro an das Stift leistete.
Das Fest der Kirchweihe wird für die Kirche in St. Oswald aufgrund des Weihetage 25. Oktober 1534 (Neubau nach Türkenzerstörung) und 28. Oktober 1735 (Weihe des Umbaues) am dritten Sonntag im Oktober gefeiert.

St. Oswald ist 1850 auch Pfarre eines Teilgebietes von Gams
St. Oswald lag 1850 vier (Fuß-)Wegstunden von der Bezirkshauptmannschaft, drei Wegstunden vom Bezirksgericht entfernt.
St. Oswald ist 1850 zweiter Pfarrort in der damaligen Gemeinde Gams

### Pfarrvikare
Kirchenrechtlich waren die leitenden Priester der Pfarre St. Oswald bis 1981 Pfarrvikare, also Stellvertreter eines Pfarrers, weil die Pfarre dem Stift Admont inkorporiert war und damit das Stift selbst als „Pfarrer“ galt. Rechtlich hatten diese Priester alle Rechte und Pflichten eines wirklichen Pfarrers. Grundlage dafür war zuletzt Canon 471 des Codex Iuris Canonici (CIC) aus 1917. Vor der Erhebung zur Pfarre waren die in St. Oswald tätigen Priester ebenfalls Vikare (Lokalvikare, Lokalkuraten), aber des Pfarrers von St. Jakob in Freiland, in dessen Pfarrsprengel St. Oswald bis zur Pfarrerhebung lag Eine Quelle für Unklarheiten besteht in diesem Zusammenhang darin, dass Priester, von denen eine Filialkirche (Lokalie) zu betreuen war, kirchenrechtlich eine Rechtsstellung haben konnten, die jener eines tatsächlichen Pfarrers vergleichbar war, obwohl sie nur Vikar (Lokalvikar, Lokalkurat) waren.
Mit der Pfarrerhebung wechselte somit (nur) die rechtliche Basis für die Arbeit des jeweiligen Vikars, nicht aber seine grundlegende Funktionsbezeichnung „(Pfarr-)Vikar“ oder sein Berechtigungsumfang.
Pfarrer im eigentlichen Sinn des Wortes hatte die Pfarre nie. Der formale Unterschied wirkte sich in der Praxis nicht auf Ansehen und Funktionen der Priester aus.
Diese Situation ist zu berücksichtigen, wenn ein Priester aus St. Oswald in Urkunden usw. als Pfarrvikar bezeichnet wird: Es handelt sich dabei nicht um Aushilfspriester oder einen Kaplan, Kooperator etc., sondern um Priester, die tatsächlich und auf Dauer die Funktion des Pfarrers ausübten. Diese Tätigkeit erfolgte als Organ des Stiftes Admont in dessen Rolle als Inhaber des Pfarramtes, nicht als Verwalter einer unbesetzten Pfarrerstelle. Der Titel „Pfarrvikar“ oder „Vikar“ ist ab 1893 kein Beleg mehr dafür, dass St. Oswald eine Filialkirche oder Lokalkirche gewesen oder von einer anderen Pfarre aus mitbetreut worden wäre. Die besondere Situation hat allerdings dazu geführt, dass St. Oswald in älteren Unterlagen als „Loc.“ (Localie) ausgewiesen sein kann.

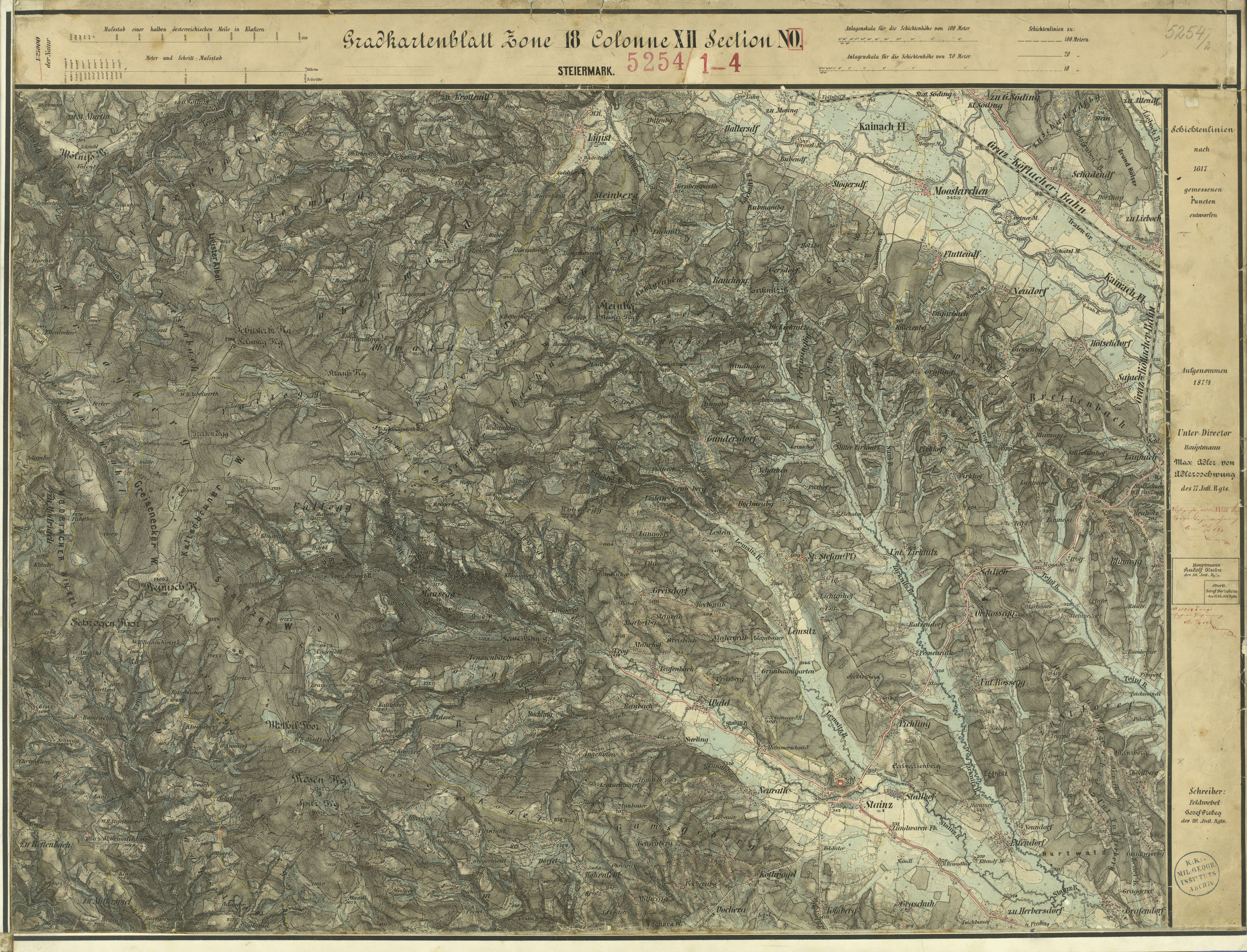
1877/78: St. Oswald als „Localie“ (links unten, Aufnahmeblatt der 3. Landesaufnahme)

Die Rechtsgrundlage dafür bestand bis zum 27. November 1983 (erster Adventsonntag 1983, Inkrafttreten des neuen Codex Iuris Canonici, CIC). Seit damals kann nach Can. 520 des CIC 1983 eine juristische Person nicht Pfarrer sein. Es kann zwar nach wie vor eine Pfarre auch einem Ordensinstitut übertragen sein, aber mit der Maßgabe, dass einer der Priester tatsächlich Pfarrer (und nicht bloß Vikar) ist. Pfarrvikare können diesem Pfarrer dann beigegeben sein, wenn es (Can. 545 § 1 CIC 1983) zur gehörigen seelsorglichen Betreuung einer Pfarre notwendig oder angebracht ist.
Diese in den Jahren nach 1980 absehbare Rechtsänderung im Kirchenrecht war einer der Anlässe, aus denen sich das Stift Admont aus der Betreuung der Pfarre zurückzog: Das Amt eines Pfarrers ist mit der Verpflichtung verbunden, tatsächlich am Amtssitz zu wohnen (Residenzpflicht nach Can. 533 CIC 1983, im Pfarrhof, der neben der Kirche lag). Diese Verpflichtung wäre für Ordenspriester aus Admont ohne Beeinträchtigung des Kontakts mit dem Kloster schwierig zu erfüllen gewesen.
Die Entfernung vom Stammkloster und Priestermangel hatten schon früher dazu geführt, dass die Pfarre nicht mehr von Patres aus dem Stift Admont betreut wurde, sondern von dazu bestellten Weltpriestern. Als letzter Ordenspriester war bis Oktober 1945 Pater Adalbert (Adalbero) Hajdu tätig. Ihm folgten Franz Spanring (1945–46), Eugen Breaban (1946–48), danach wieder kurzfristig Franz Spanring.

### Die letzten Priester von St. Oswald
Johann Ev(angelist) Starchl, geb. 29. Dezember 1897, war der letzte Priester von St. Oswald in Freiland. Er wohnte auch tatsächlich im Pfarrhof neben der Kirche. „Pfarrer Starchl“ starb 1979. Er hatte die Pfarre ab 1948 bis 1973 geleitet, in den Jahren 1954/55 auch die Pfarre St. Jakob in Freiland.
Seine Aufgaben wurden danach vom Pfarrer von Freiland, Johann Gruber, wahrgenommen. Dieser trug den Beinamen „Koralmpfarrer“, da er auch die Pfarre Osterwitz und damit die drei Pfarren am Oberlauf der Laßnitz betreute. Nach dessen Tod am 7. April 1991
blieben alle drei Pfarren vakant und wurden in den Pfarrverband Deutschlandsberg einbezogen. Damit war der jeweilige Pfarrer von Deutschlandsberg auch Pfarrer in St. Oswald. Grundlage dieser Vorgangsweise war Can. 374 § 2 des Codex Iuris Canonici (CIC). Der Pfarrverband endete mit Einrichtung des Seelsorgeraumes „Schilcherland“. Seit September 2020 wird die Pfarre wie alle Pfarren dieses Seelsorgeraumes durch das Seelsorgeteam des Seelsorgeraumes betreut.
Beide Priester sind an der Friedhofskapelle in Ligist bestattet.

## Bilder

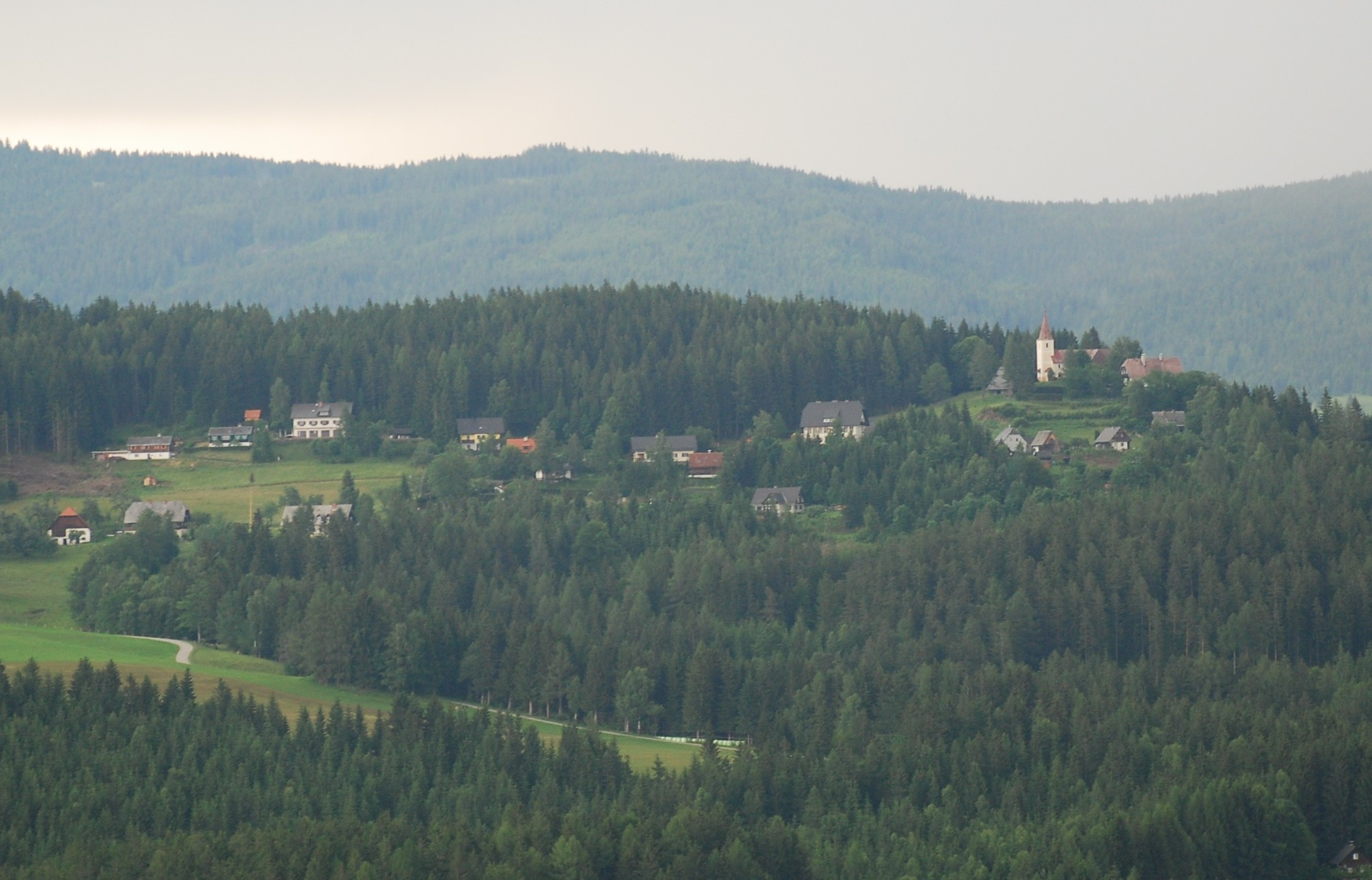
Kirche und Ort St. Oswald in Freiland von Osterwitz aus
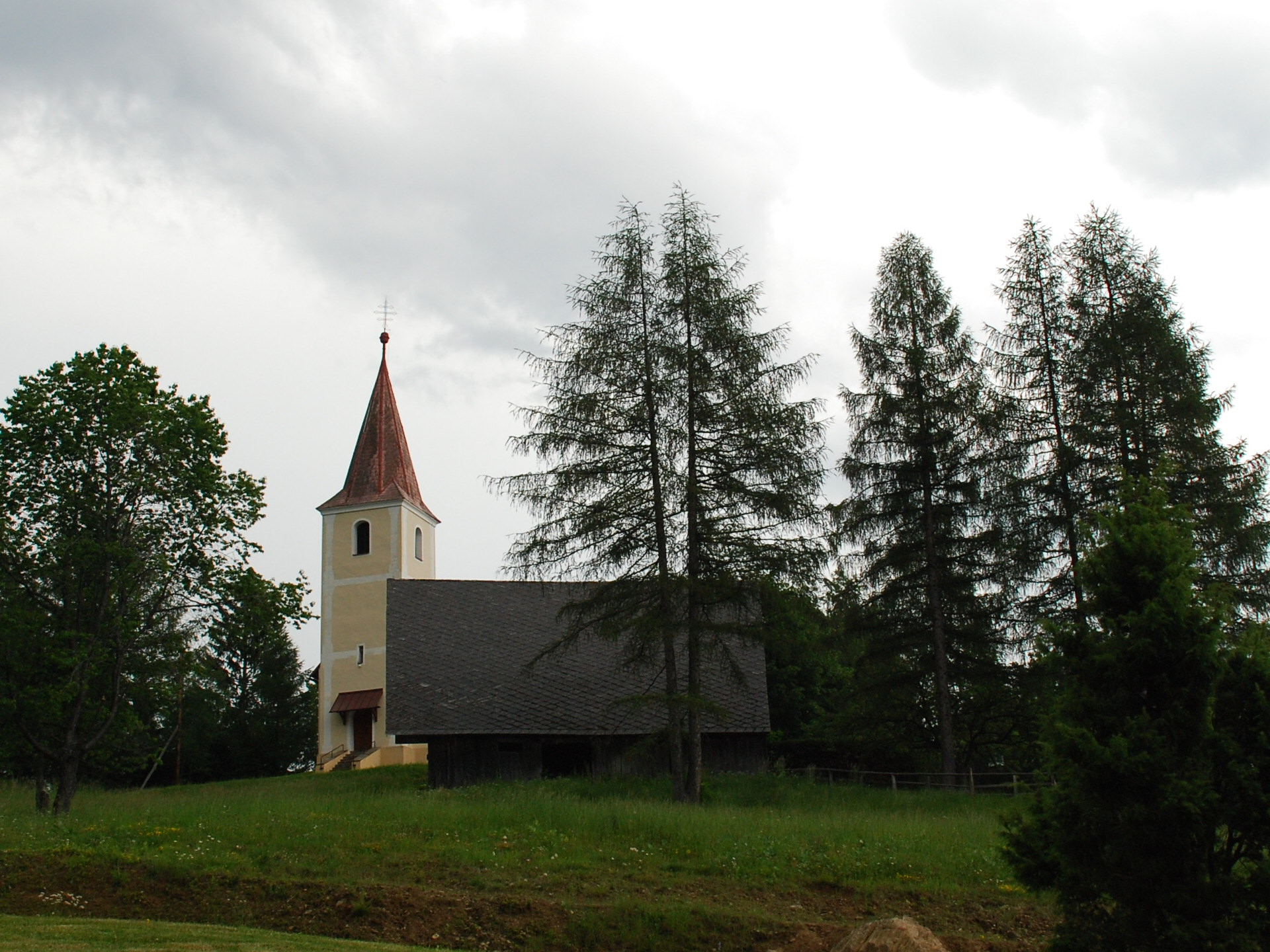
Pfarrkirche mit Kirchenlinde und Wirtschaftsgebäude der Pfarre
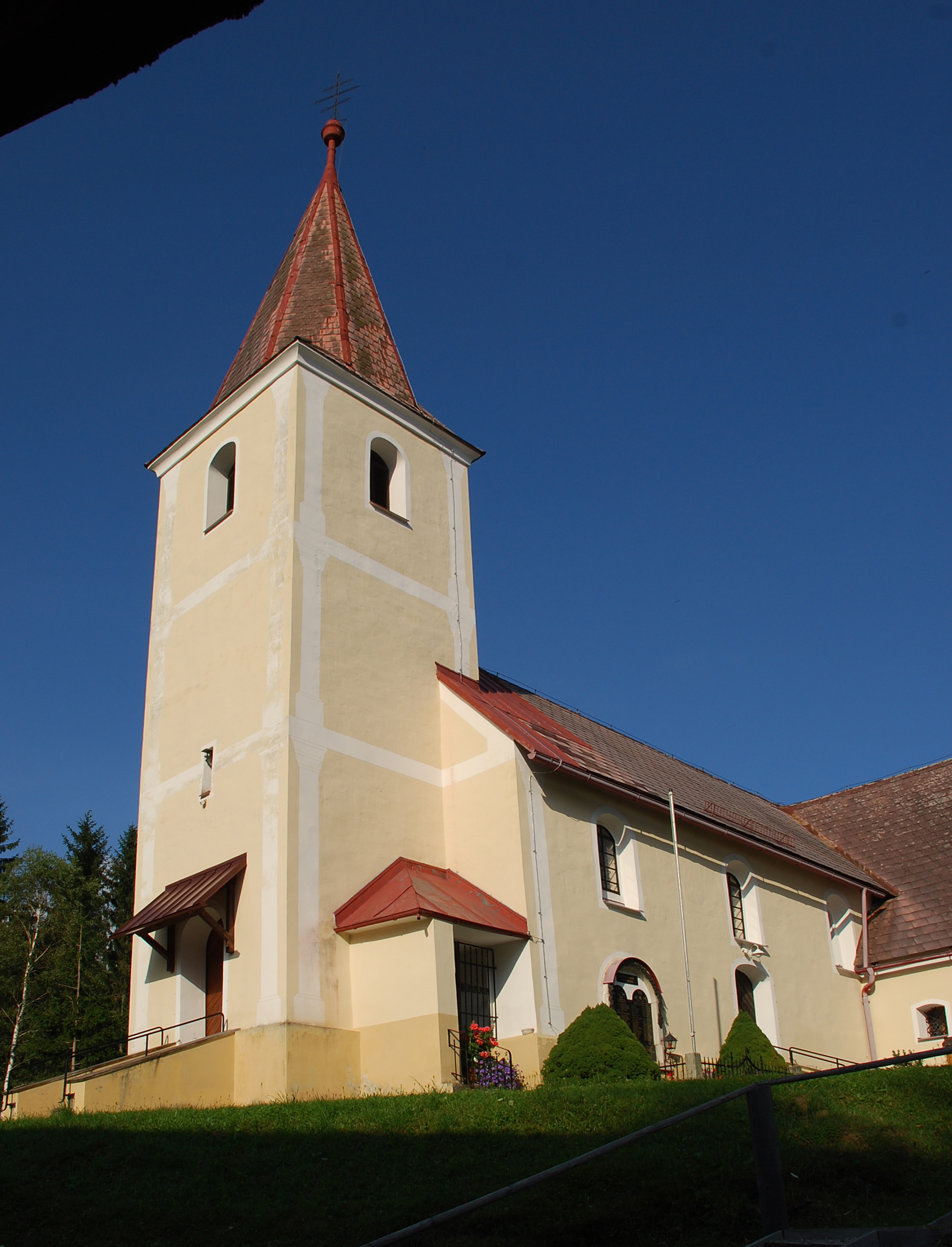
Kirche vom Süden
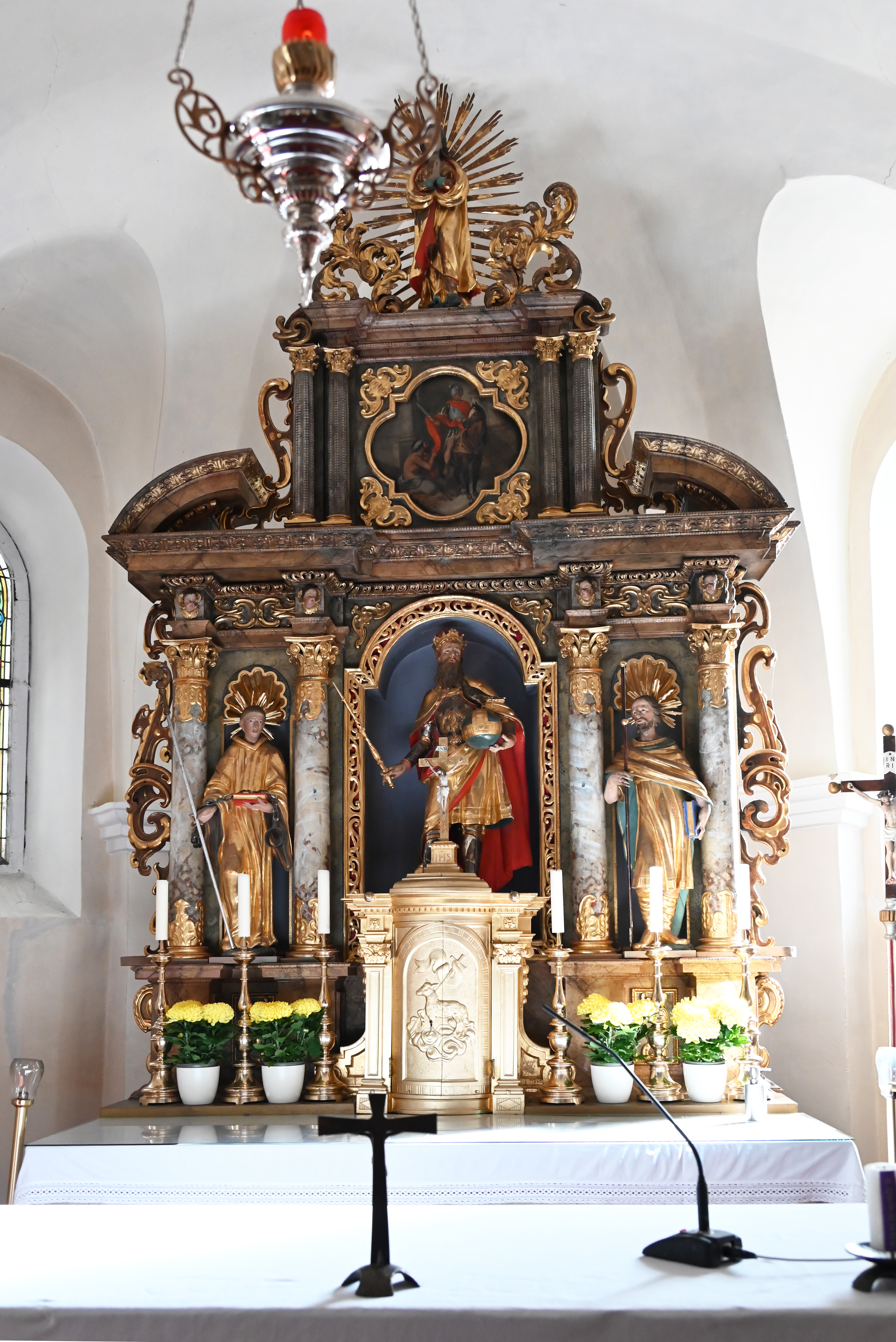
Hochaltar: Hl. Oswald, links Hl. Leonhard (mit Ketten), rechts Hl. Jakob (mit Pilgerstab), im Oberbild Hl. Martin
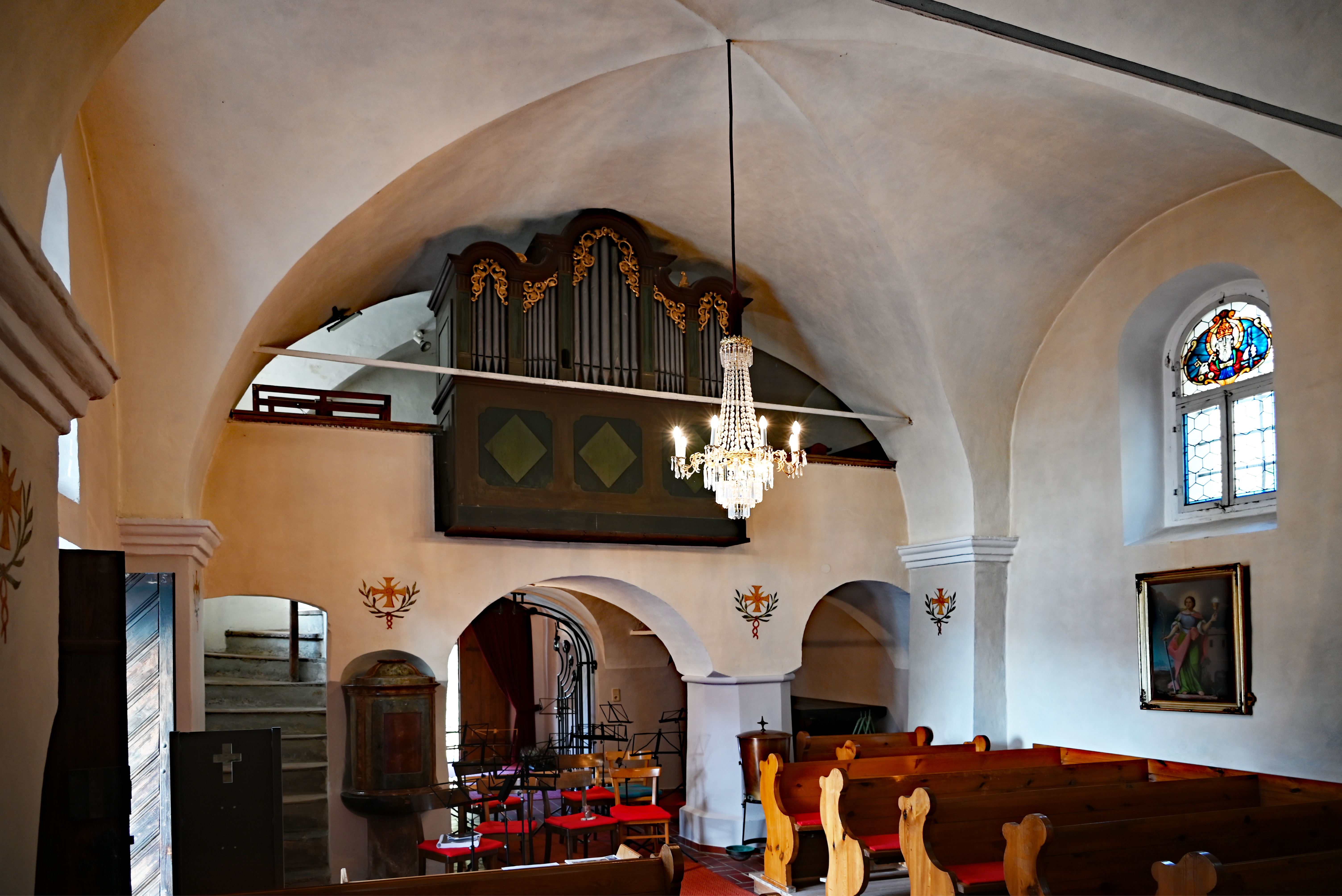
Orgelempore
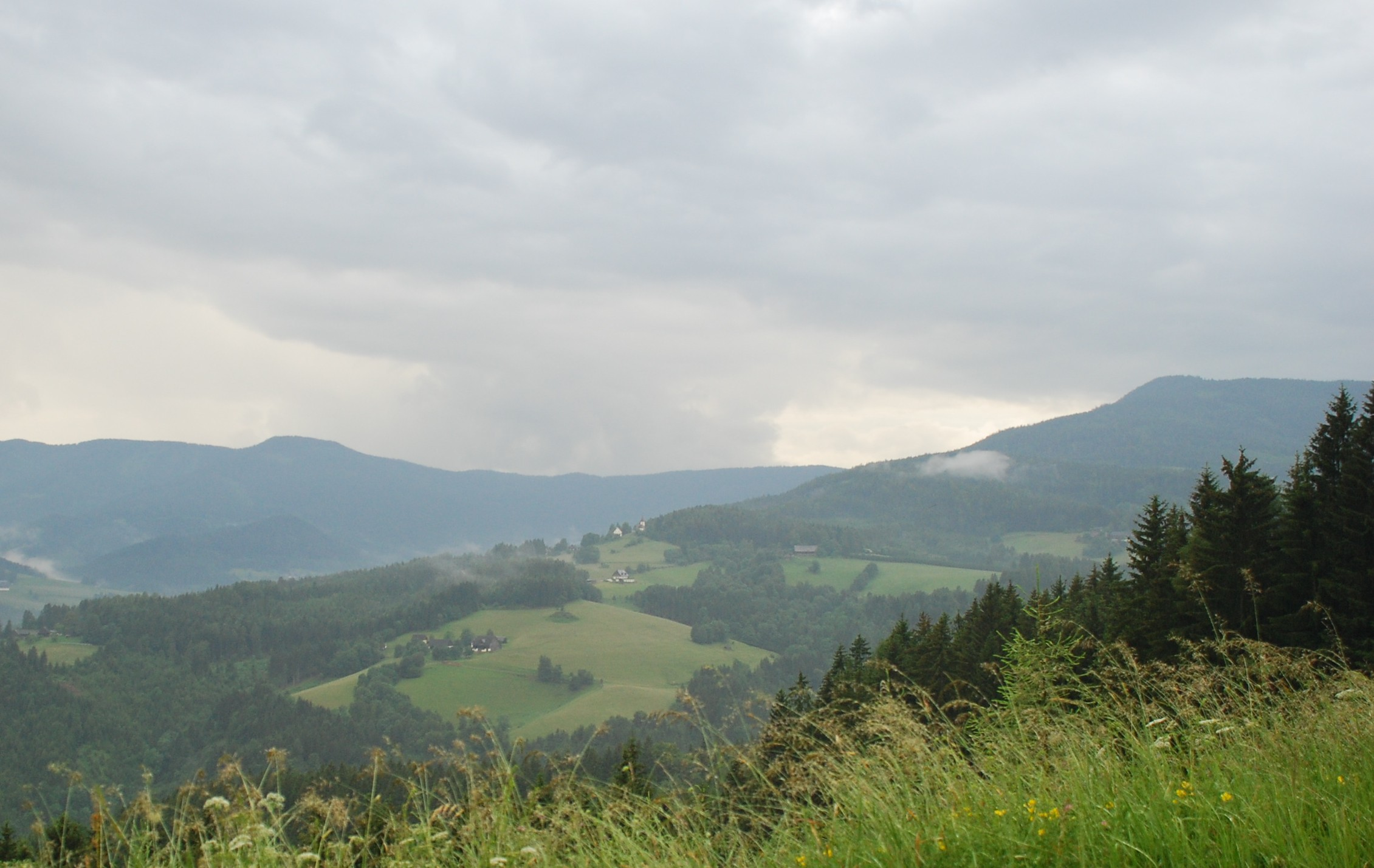
St. Oswald auf dem Wolfsriegel, rechts die Gipfelkuppe des Schwarzkogels
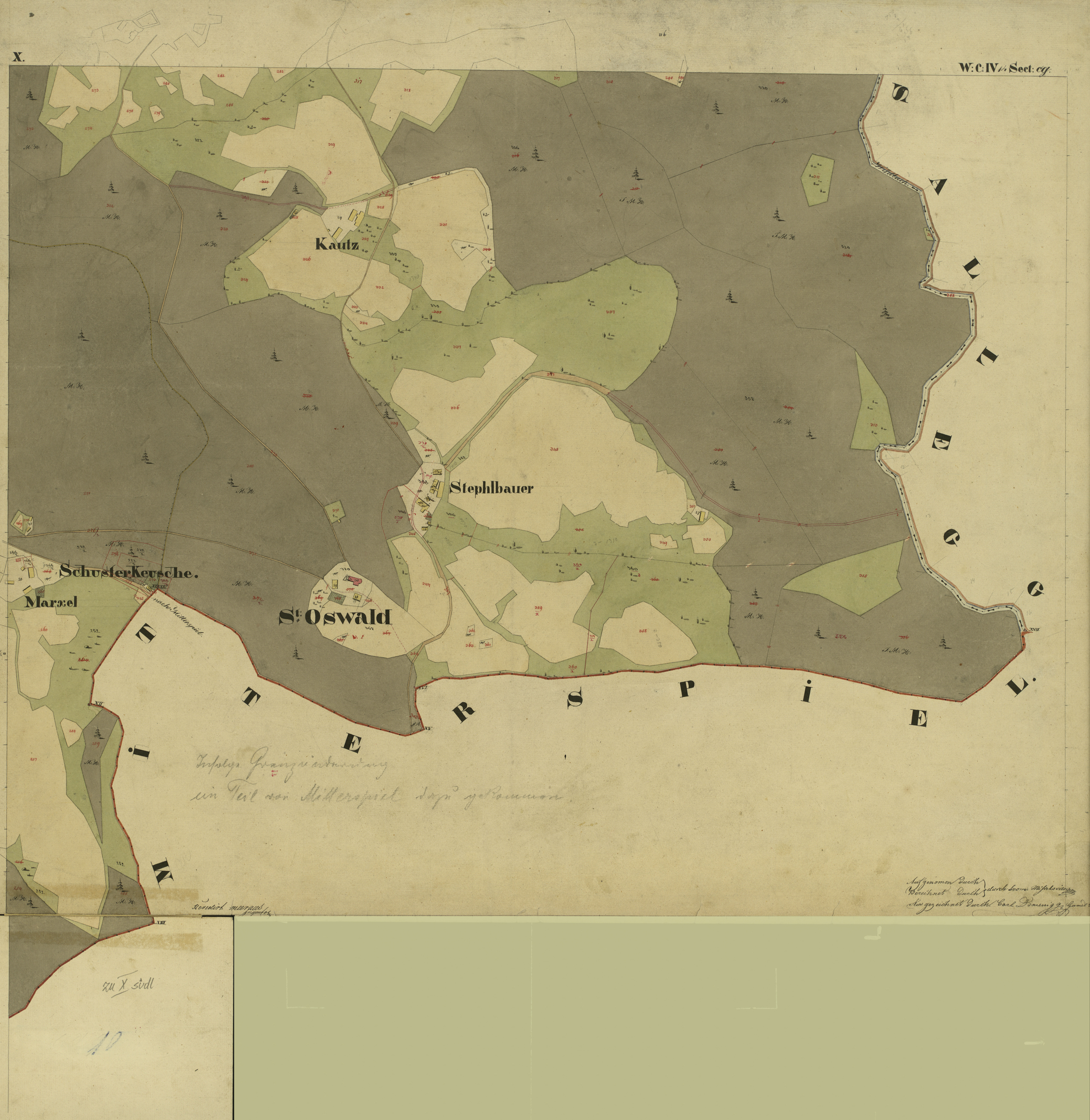
Die Gebäude der Pfarre und das Gebiet des Ortes um die Pfarrkirche vor 1891 (Kataster, Urmappe)
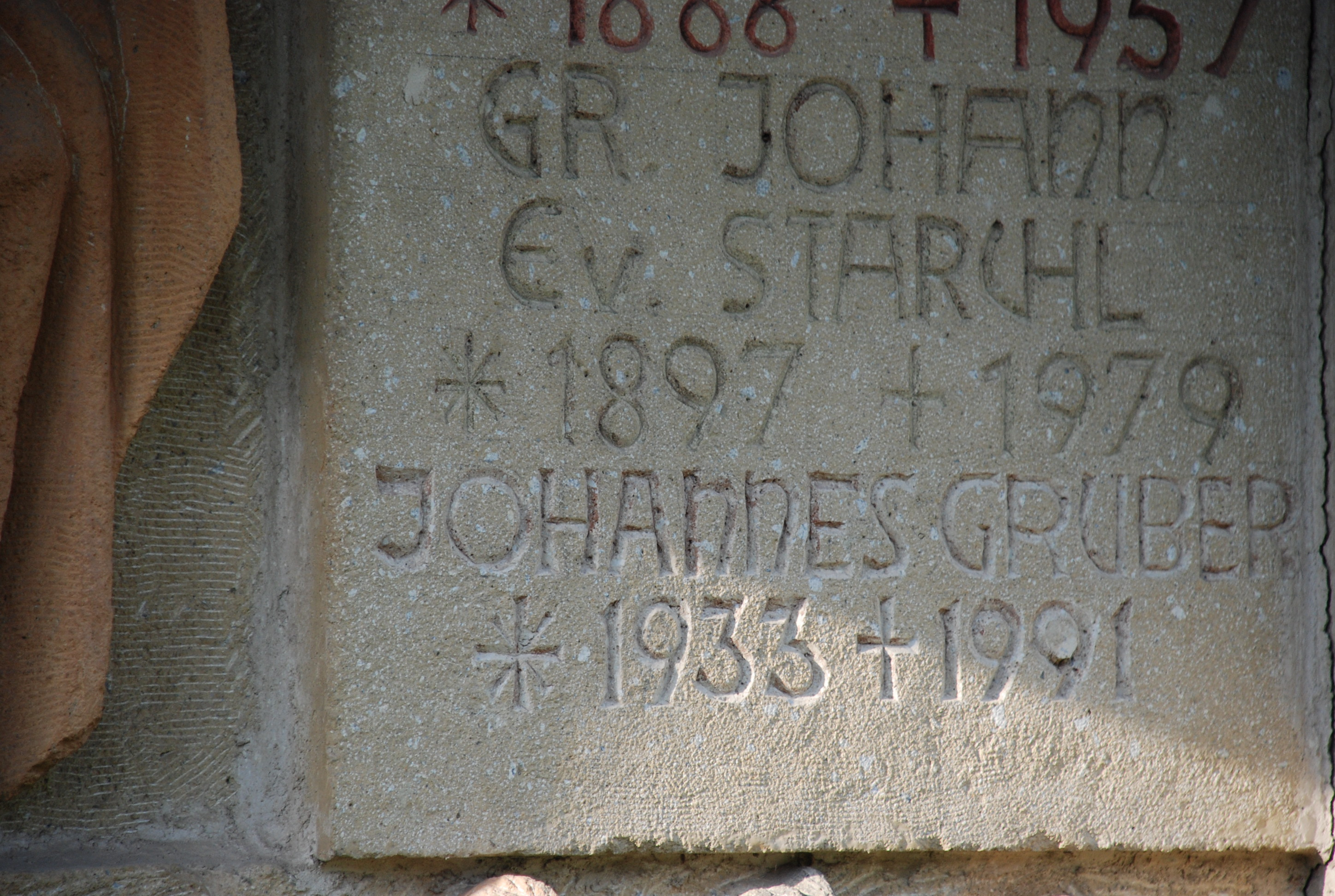
Die letzten Priester der Pfarre sind in Ligist begraben.